# Pakovraće
Pakovraće (cyr. Паковраће) – wieś w Serbii, w okręgu morawickim, w mieście Čačak. W 2011 roku liczyła 479 mieszkańców.